# Adem Demaçi
Adem Demaçi (Podujevo, 1936. február 26. – Pristina, 2018. július 26.) koszovói albán politikus, emberi jogi aktivista, író.

## Életútja
Irodalmi, jogi és tanári egyetemi tanulmányokat folytatott Pristinában, Belgrádban és Szkopjéban. Az 1950-es években számos, erősen társadalomkritikai élű novellája jelent meg a Jeta e re (Új Élet) magazinban. Irodalmi hírnevét az 1958-ban kiadott, Gjarpinjtë e gjakut (A vér kígyói) című regényével alapozta meg, amelyben az északalbán területeken dívó vérbosszú intézményét dolgozta fel irodalmi formában.
Politikai nézetei miatt 27 és fél évet töltött a jugoszláv börtönökben, ezért a sajtóban gyakran hivatkoztak rá mint a „koszovói Mandelára”. Először 1959-ben ítélték három év szabadságvesztésre, majd miután 1963-ban forradalmi mozgalmat hozott létre Albánia és Koszovó egyesítéséért, 1964 és 1974 között, 1975 és 1990 között újra bebörtönözték. Börtönéből 1990. április 27-én szabadult.
1991 és 1995 között a Koszovó népének emberi jogainak és szabadságainak védelméért felelős tanács elnöke volt, a koszovói helyzet erőszakmentes megoldásának híve volt. 1991-től 1993-ig a Pristinában működő Zëri (Hang) főszerkesztője volt. Az 1992. május 24-én megtartott, a szerb hatóságok által el nem ismert koszovói választáson az általa vezetett Koszovói Parlamentáris Párt tizenhárom mandátumot szerzett, ezzel Ibrahim Rugova legerősebb ellenzékének számított. 1993-ban átadta a párt vezetését Bajram Kosuminak, de 1996 és 1998 között ismét ő látta el az elnöki tisztséget. Az évek során egyre radikálisabb politikai nézőpontot képviselt, és 1998-ban csatlakozott a Koszovói Felszabadító Hadsereghez (Ushtria Çlirimtare e Kosovës – UÇK), és fél éven keresztül a politikai szárny vezetője volt. 1999-ben posztjáról lemondott és visszautasította a rambouillet-i béketárgyalásokon való részvételt, miután a javasolt megállapodás nem garantálta Koszovó függetlenségét. A Koszovó államjogi helyzetét rendező megoldások sorában Demaçi az albán konföderációt támogatta, amely szerint az önálló Albánia, Koszovó és az albánok által is lakott egykori jugoszláv tagköztársaságok egyfajta államszövetséget alkottak volna.
1998–99-ben a koszovói háború ideje alatt Demaçi felesége elhagyta Koszovót, de ő és hetvenéves nővére végig Pristinában maradt. Ez idő alatt a jugoszláv katonák kétszer letartóztatták. A háború után Demaçi 2004 januárjáig a koszovói rádió és televízió igazgatója volt.

## Irodalmi művei
- Gjarpinjtë e gjakut (1958, regény)
- Gjarpijt e gjakut dhe novela të tjera (1983, New York, regények)
- Gjarpijt e gjakut (1984, Svájc)
- Gjarpijt e gjakut (1984, Ljubljana)
- Gjarpijt e gjakut (1990, Pristina)
- Kur Zoti harron (1990, Pristina)
- Libër për Vet Mohimin (1994, Pristina, regény)
- Libër për Vet Mohimin (1994, Norvégia)
- La metamorfosi di Vet Mohim (1995, Róma)
- Tung, vargu im (2002, Pristina)
- Heli dhe Mimoza (2006, Pristina)
- Dashuria kuantike e Filanit (2007, Pristina)

## Díjai
- Szaharov-díj (1991)
- Oslói Egyetem emberi jogi díja (1995)
- Koszovó hőse (2010)